# Alexandre Mari
 (février 2016).
Si vous disposez d'ouvrages ou d'articles de référence ou si vous connaissez des sites web de qualité traitant du thème abordé ici, merci de compléter l'article en donnant les références utiles à sa vérifiabilité et en les liant à la section « Notes et références ».
Pour les articles homonymes, voir Mari.

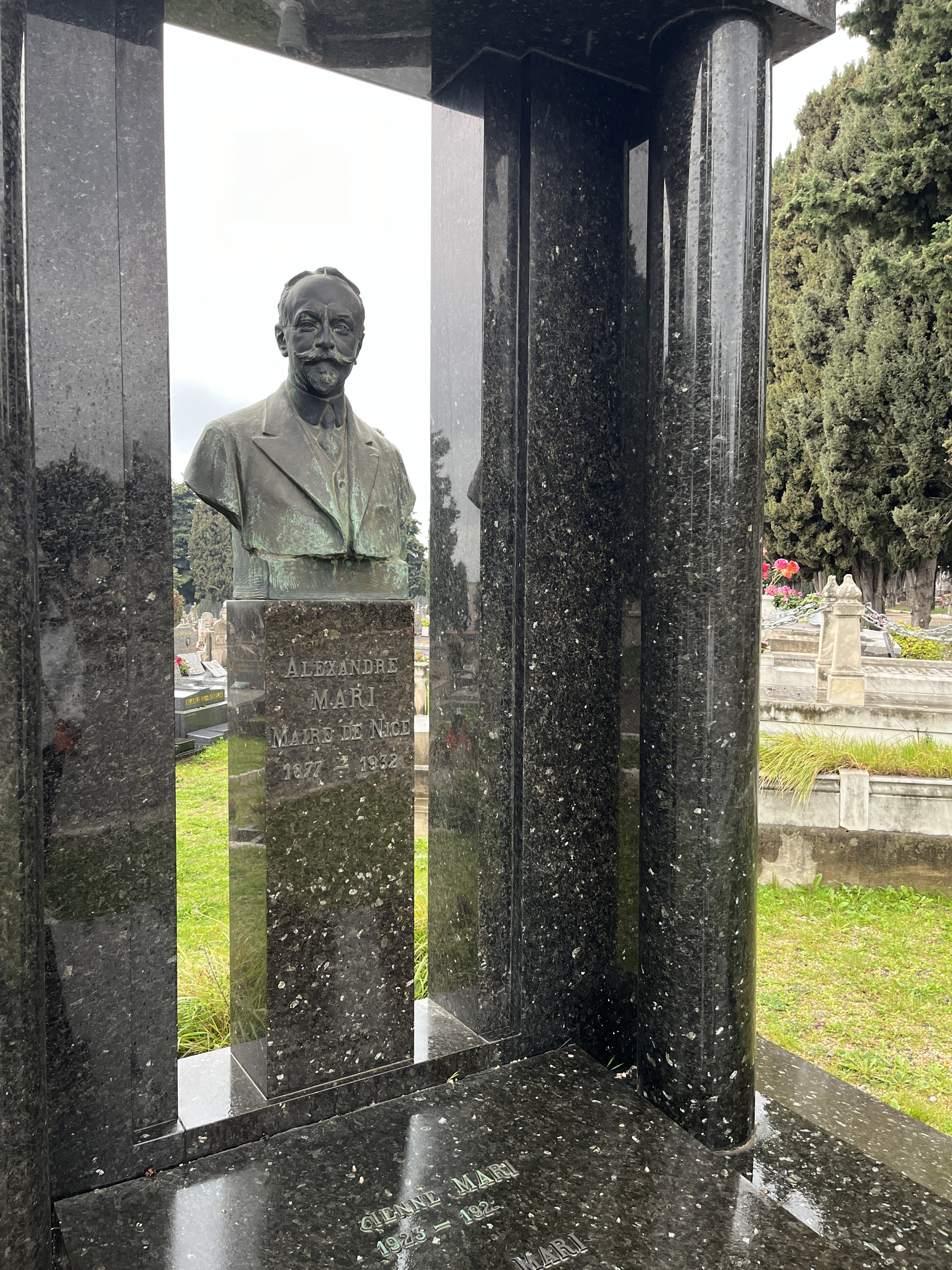
Sépulture d'Alexandre Mari au cimetière Caucade à Nice.

Alexandre Mari, né à Coaraze (Alpes-Maritimes) le 15 juillet 1877 et mort à Nice le 22 janvier 1932, est un homme politique français, maire de Nice de 1927 à 1928.

## Biographie
Avocat, il est élu conseiller municipal sur la liste d'Honoré Sauvan (gauche) en 1908. Il seconde ensuite Pierre Gautier puis devient maire de Nice d'avril 1927 à octobre 1928. Après avoir été mis en minorité au Conseil général, il démissionne de la mairie en 1928. Il est remplacé par son premier adjoint, Jean Médecin.
Il a transformé l'hôtel Impérial en lycée, organisé la bibliothèque et les archives municipales, le musée des beaux-arts Jules-Chéret et l'école de dessin de la Villa Thiole. Il a aussi inauguré le monument aux morts de Rauba-Capeù.
L'une de ses cousines, Monique Mari, est l'épouse de Jacques Peyrat, maire de Nice de 1995 à 2008.

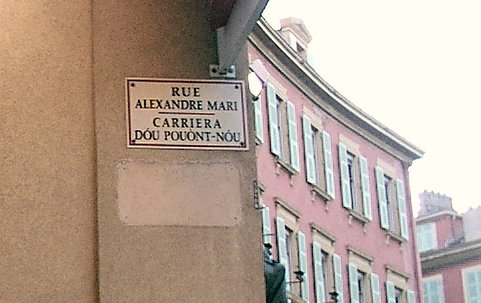
Plaque de rue de la rue Alexandre-Mari à Nice.